# Bhaktapur (huyện)
Bhaktapur (tiếng Nepal:भक्तपुर) là một huyện thuộc khu Bagmati, vùng Trung Nepal, Nepal. Huyện này có diện tích 119 km², dân số thời điểm năm 2001 là 225461 người.

## Dân số
Biến động dân số giai đoạn 1952-2001:
| Năm    | 1952  | 1961  | 1971   | 1981   | 1991   | 2001   |
| ------ | ----- | ----- | ------ | ------ | ------ | ------ |
| Dân số | 83460 | 89822 | 110157 | 159767 | 172952 | 225461 |